# Zašovice
Zašovice är en ort i Tjeckien.   Den ligger i regionen Vysočina, i den centrala delen av landet, 130 km sydost om huvudstaden Prag. Zašovice ligger 612 meter över havet och antalet invånare är 121.
Terrängen runt Zašovice är platt åt sydväst, men åt nordost är den kuperad. Runt Zašovice är det ganska tätbefolkat, med 120 invånare per kvadratkilometer. Närmaste större samhälle är Jihlava, 18,1 km nordväst om Zašovice. I omgivningarna runt Zašovice växer i huvudsak blandskog.